# VW Santana 2000
Der VW Santana 2000 ist ein optisch und technisch überarbeiteter VW Santana, der gemeinsam von Volkswagen do Brasil (Brasilien) und Shanghai Volkswagen (China) entwickelt wurde.

## Modellgeschichte

### Allgemeines
Der VW Santana wurde 1984 in Brasilien und 1985 in China eingeführt, wo das Fahrzeug jeweils außerordentlich erfolgreich war; vor allem als Taxi oder für Behörden. Da der Wagen irgendwann nicht mehr dem Zeitgeschmack entsprach, wurde 1995 der optisch überarbeitete Santana 2000 (diese Bezeichnung war nur in China tatsächlich an dem Wagen angeschrieben) eingeführt. Die Front orientiert sich dabei stark an dem damals modernen VW Polo III. Das Heck wurde für den Santana 2000 komplett neu konstruiert, wobei insbesondere die dünne C-Säule des Originals einer massiveren Konstruktion wich. Die markante Stufe des Kofferraums gegenüber der Fensterlinie blieb hierbei aber erhalten.
2004 wurde der Santana 2000 in China durch den Santana 3000 (inzwischen wiederum nur noch „Santana“ genannt) und den verlängerten und hochwertiger ausgestatteten Santana Vista abgelöst, bei dem es sich um ein Facelift mit einer ansatzweise am VW Jetta V orientierten Front handelt. Im Frühjahr 2013 wurde der Nachfolger in China eingeführt.
In Brasilien wurde die Produktion 2006 eingestellt, dort ist seitdem in dieser Klasse der damals aktuelle VW Passat B6 erhältlich.

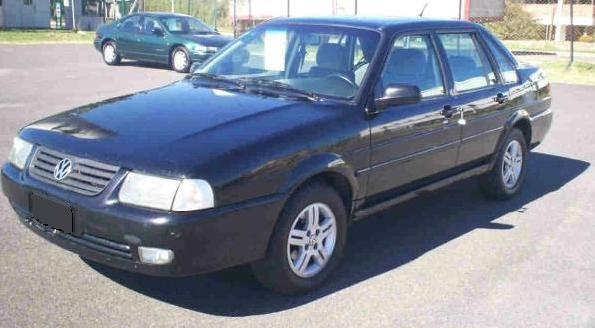
Santana 2000 (Brasilien)
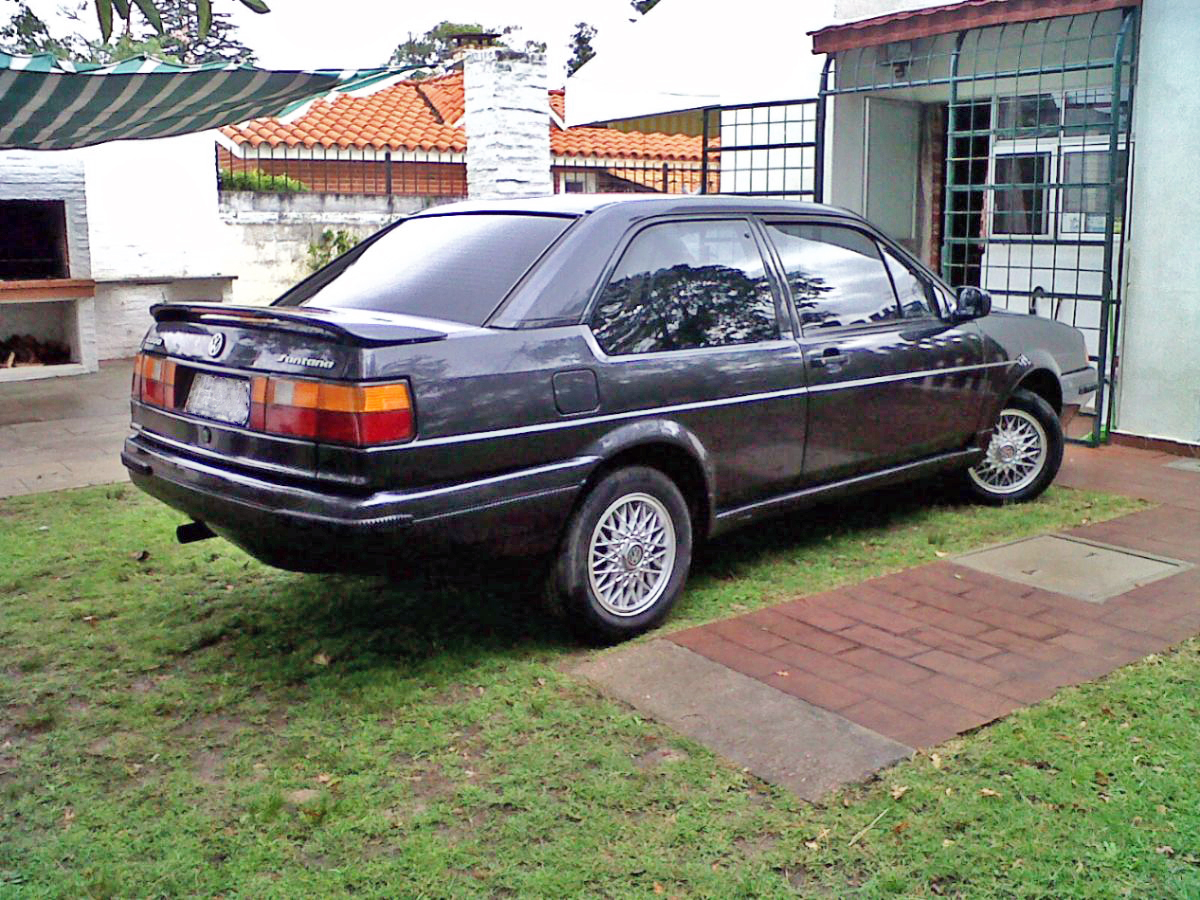
Santana 2000 (Brasilien), Heck
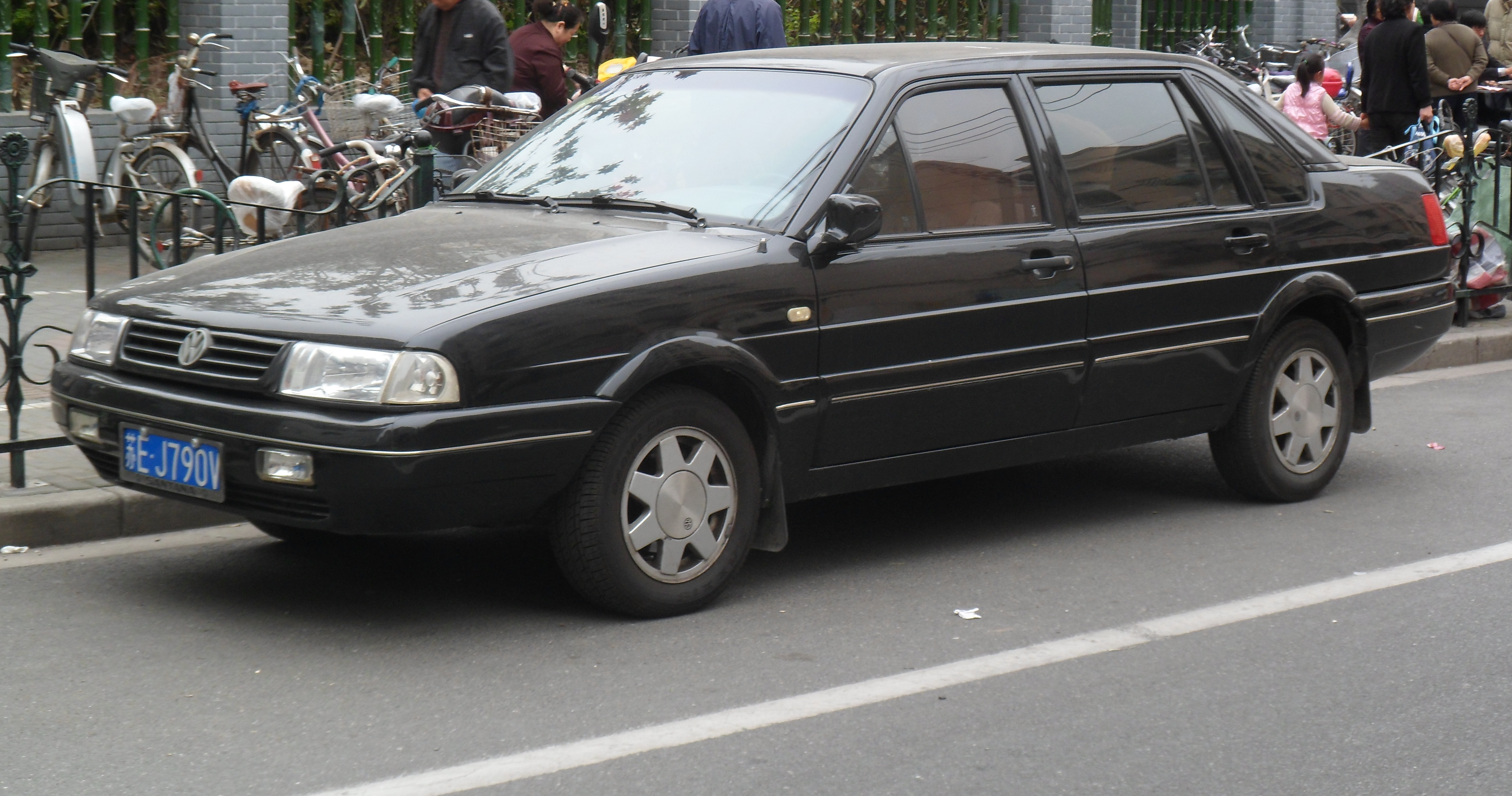
Santana 2000 (China)
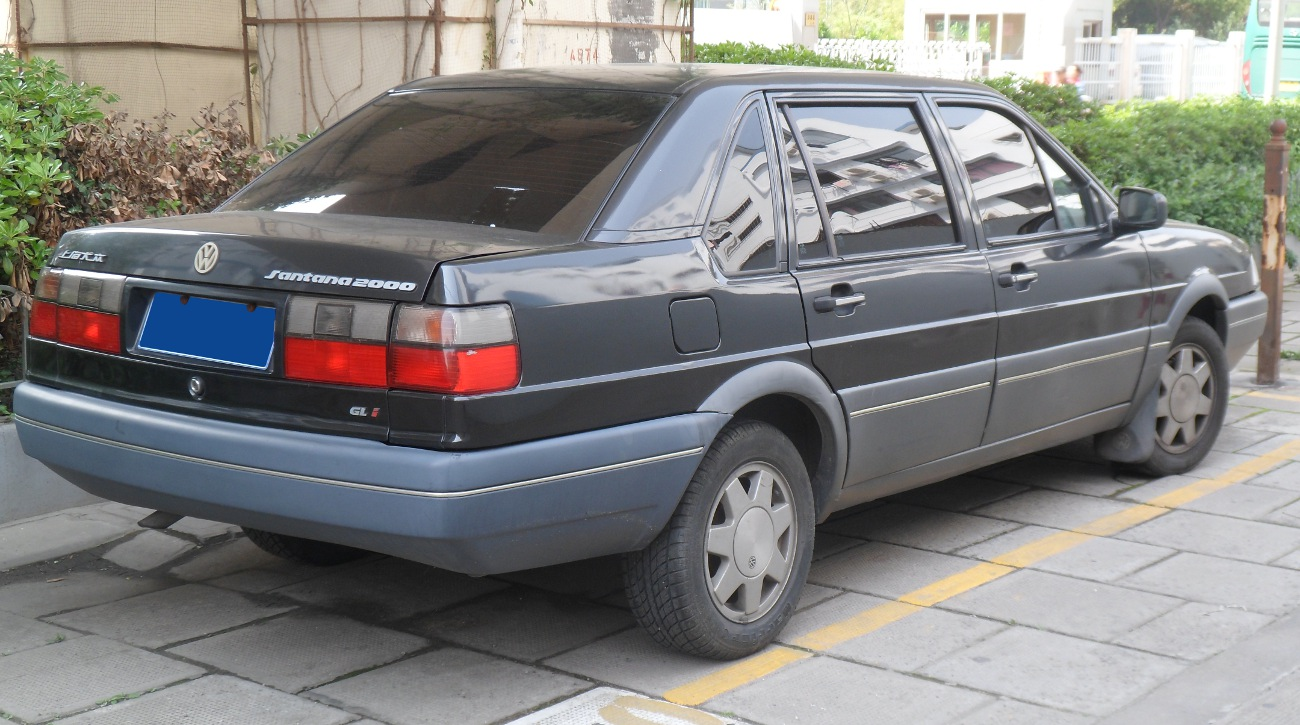
Santana 2000 (China), Heck
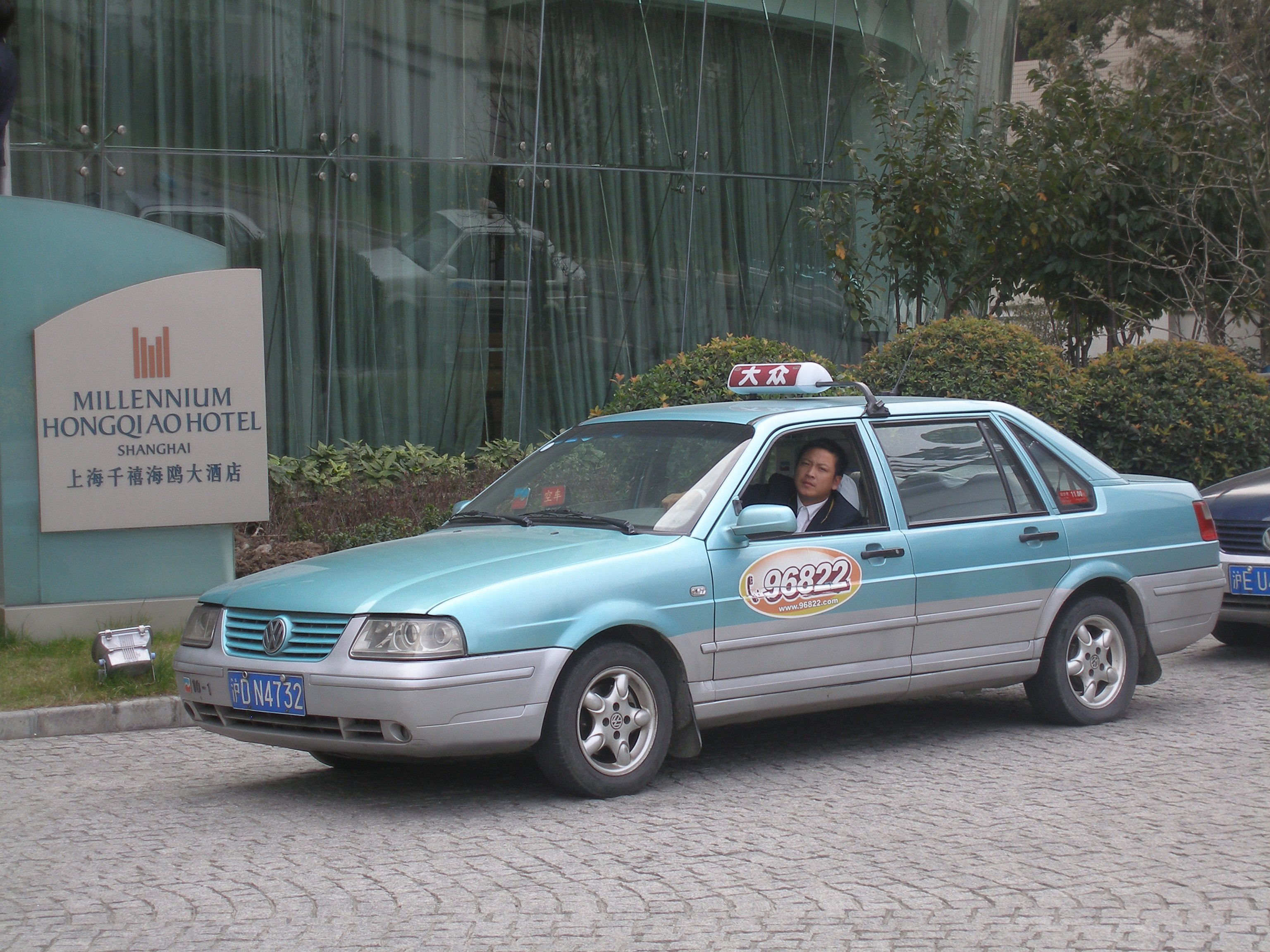
Santana 3000 (China)
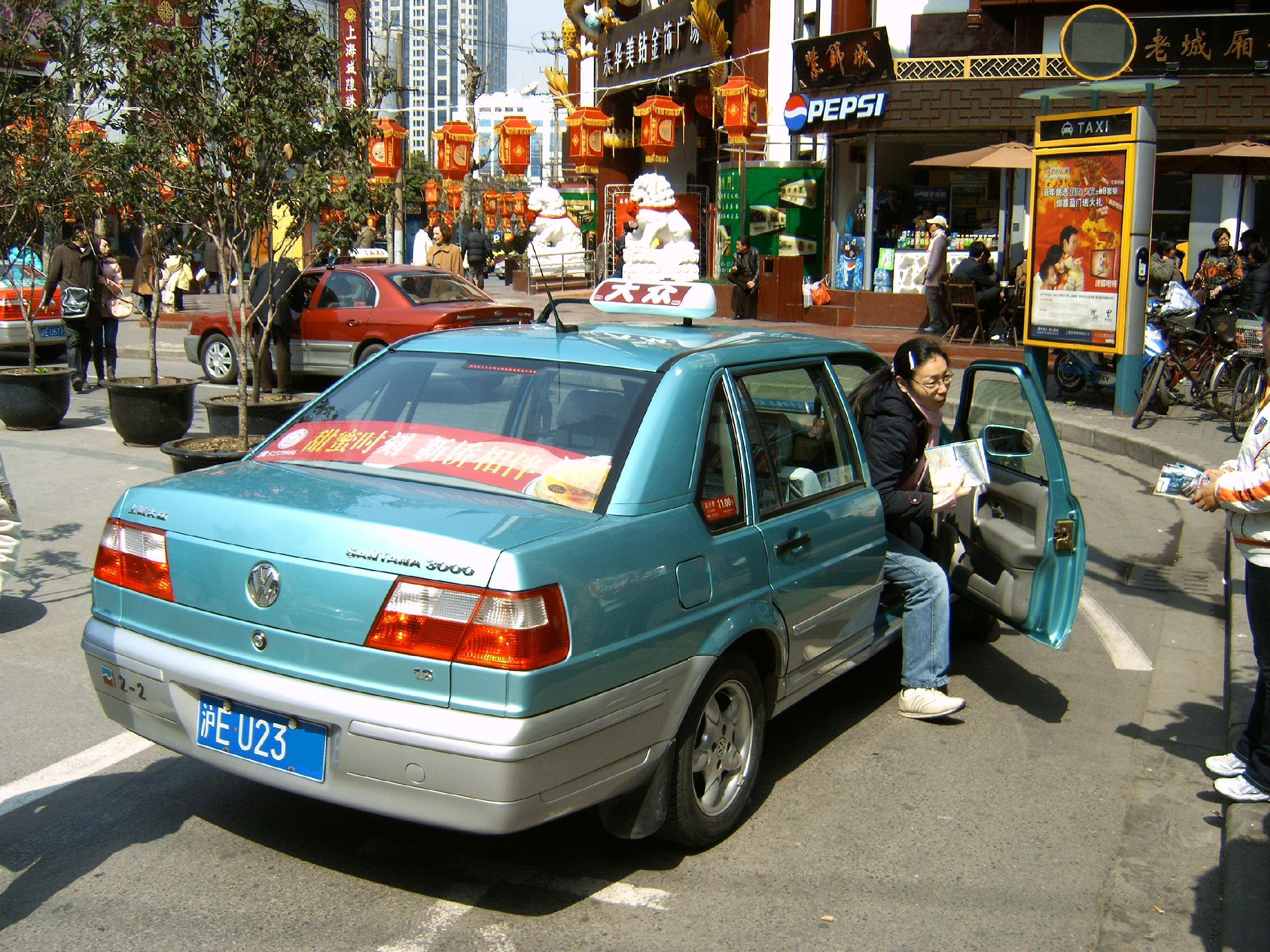
Santana 3000 (China), Heck
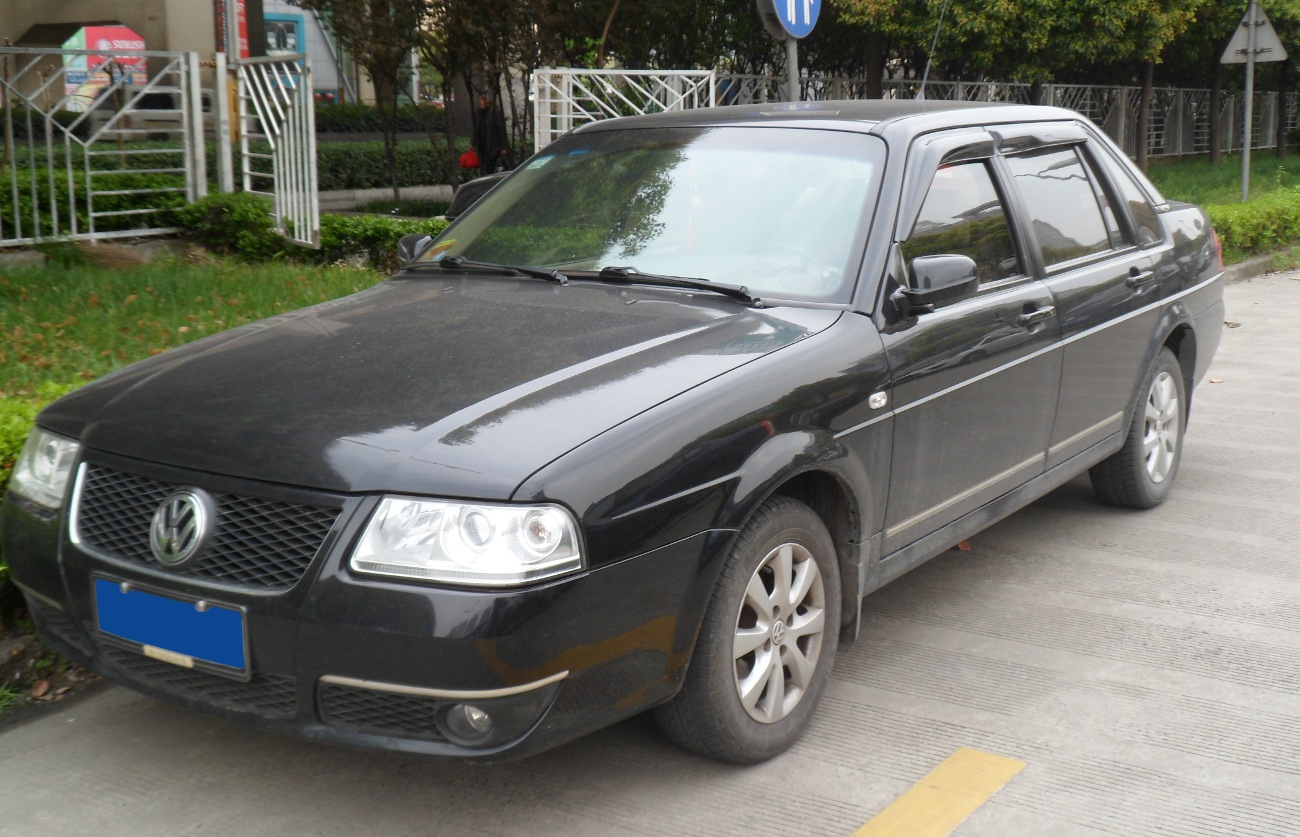
Santana Vista (China)
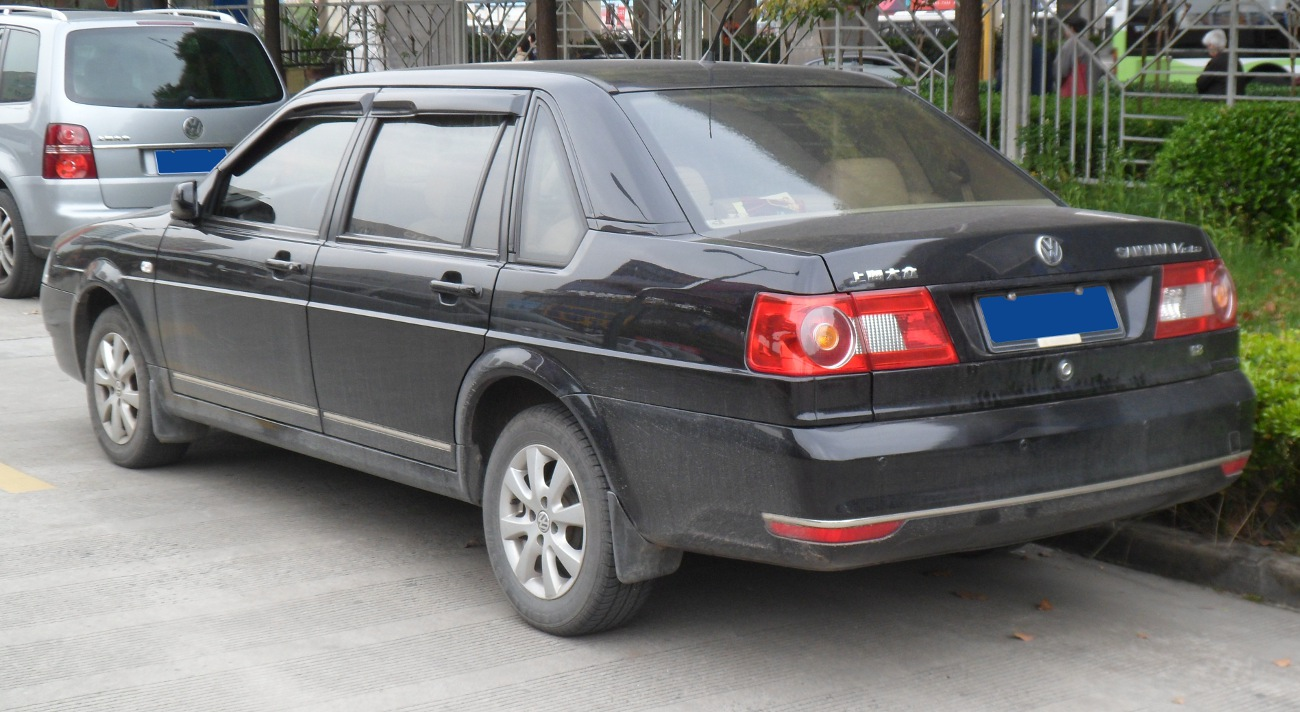
Santana Vista (China), Heck

### Technik
Die Ausstattung und der Motor des Santana, Santana 2000, Santana 3000 und Santana Vista wurde im Laufe der Zeit immer wieder überarbeitet und aktuellen Anforderungen angepasst.
Mit Stand Ende 2010 wird der Santana mit einem 1,8-l-Motor mit 70 kW oder einem 2,0-l-Motor mit 80 kW angetrieben. Dies entspricht in etwa den beiden größten Motorisierungen des ursprünglichen Santana, wobei das heutige Fahrzeug die Euro-III-, gegen Aufpreis auch die Euro-IV-Abgasnorm erfüllt.
Die Ausstattung entspricht trotz des Alters des Fahrzeuges heutigen chinesischen Standards, so gibt es elektrische Fensterheber, Zentralverriegelung und ABS serienmäßig. Allerdings ist nur beim Santana Vista und dann auch einzig für den Fahrer ein Airbag vorhanden. Für diesen gibt es zudem optional eine Klimaanlage, beheizbare Außenspiegel und ein Automatikgetriebe.